# Conchaspis buchananiae
Conchaspis buchananiae är en insektsart som beskrevs av Sadao Takagi 1992. Conchaspis buchananiae ingår i släktet Conchaspis och familjen Conchaspididae. Inga underarter finns listade i Catalogue of Life.